# Pakistan International Airlines
Pakistan International Airlines of PIA is een Pakistaanse luchtvaartmaatschappij met haar thuisbasis in Karachi.

## Geschiedenis
Pakistan International Airlines is opgericht in 1951. In 1955 werd Orient Airways overgenomen. Diverse overnames door particulieren en Qatar Airways werden afgewezen door de Pakistaanse overheid. PIA was de eerste luchtvaartmaatschappij die de Boeing 777-200LR (long range) kocht.
In juni 2020 heeft de Europese luchtvaartautoriteit (EASA) Pakistan International Airlines voor een half jaar op de zwarte lijst gezet. Dit gebeurde naar aanleiding van het bericht dat 262 van de in totaal 860 piloten van PIA zouden hebben gerommeld met hun examens. De malversaties werden ontdekt bij een onderzoek naar  PIA-vlucht 8303 die verongelukte in Karachi in mei 2020 waarbij 97 van 99 inzittenden om het leven kwamen.

## Vloot
De vloot van Pakistan International Airlines bestond op 24 juni 2016 uit de volgende 38 toestellen.
- 5 Airbus A310-300
- 11 Airbus A320-200
- 6 ATR 42-500
- 5 ATR 72-600
- 6 Boeing 777-200ER
- 2 Boeing 777-200LR
- 3 Boeing 777-300ER

## Bestemmingen
Pakistan International Airlines voerde in Juni 2016 lijnvluchten uit naar de volgende bestemmingen.

### Binnenland
- Bahawalpur, Chitral, Dera Ghazi Khan, Dera Ismail Khan, Faisalabad, Gilgit, Gwadar, Islamabad, Karachi, Lahore, Mohenjodaro, Multan, Peshawar, Quetta, Rahim Yar Khan,  Sialkot, Skardu, Sukkur, Turbat.

### Midden-Oosten
- Abu Dhabi, Al Ain, Bahrein, Dammam, Doha, Dubai, Jeddah, Koeweit, Muscat, Riyad, Sharjah.

### Azië
- Bangkok, Mumbai, Delhi, Dhaka, Hongkong, Kabul, Kathmandu, Kuala Lumpur, Narita, Peking (Beijing), Tokio, Ürümqi.

### Europa
- Barcelona, Birmingham, Kopenhagen,  Londen Heathrow, Manchester, Milaan, Oslo, Parijs.

### Amerika
- New York, Toronto.

In mei 2015 sloot Pakistan International Airlines een codeshareovereenkomst met Etihad Airways voor verschillende bestemmingen, inclusief Amsterdam.